# Fowlerichthys
Genre
Fowlerichthys est un genre de poissons de la famille Antennariidae communément appelés « poissons-grenouilles ».
La première espèce décrite est Fowlerichthys ocellatus en 1801 par Bloch et Schneider.

## Liste d'espèces
Selon World Register of Marine Species (14 janvier 2021) :
- Fowlerichthys avalonis D.S. Jordan & Starks, 1907 (Poisson-grenouille à barre brute)
- Fowlerichthys ocellatus Bloch & J.G. Schneider, 1801 (Poisson grenouille ocellé)
- Fowlerichthys radiosus Garman, 1896 (Poisson grenouille singlespot)
- Fowlerichthys scriptissimus D.S. Jordan, 1902
- Fowlerichthys senegalensis Cadenat, 1959 (Poisson grenouille sénégalais)

## Étymologie
Le nom du genre Fowlerichthys lui a été donné en l'honneur de Henry Weed Fowler (1878-1965), de l'Académie des sciences naturelles de Philadelphie, qui a fourni le spécimen que Barbour a décrit sous le taxon Fowlerichthys floridanus (synonyme de Fowlerichthys radiosus).